# Vladímir Melanin
Vladímir Mijáilovich Melanin –en ruso, Владимир Михайлович Меланьин– (Balyki, 1 de diciembre de 1933 – Kírov, 10 de agosto de 1994) es un deportista soviético que compitió en biatlón.
Participó en dos Juegos Olímpicos de Invierno, obteniendo una medalla de oro en Innsbruck 1964, en la prueba individual, y el cuarto lugar en Squaw Valley 1960, en la misma prueba.
Ganó siete medallas en el Campeonato Mundial de Biatlón entre los años 1959 y 1965.

## Palmarés internacional
| Juegos Olímpicos   | Juegos Olímpicos        | Juegos Olímpicos | Juegos Olímpicos |
| Año                | Lugar                   | Medalla          | Prueba           |
| ------------------ | ----------------------- | ---------------- | ---------------- |
| 1964               | Innsbruck (Austria)     | Medalla de oro   | Individual       |
| Campeonato Mundial |                         |                  |                  |
| Año                | Lugar                   | Medalla          | Prueba           |
| 1959               | Courmayeur (Francia)    | Medalla de oro   | Individual       |
| 1959               | Courmayeur (Francia)    | Medalla de oro   | Relevo           |
| 1962               | Hämeenlinna (Finlandia) | Medalla de oro   | Individual       |
| 1962               | Hämeenlinna (Finlandia) | Medalla de oro   | Relevo           |
| 1963               | Seefeld (Austria)       | Medalla de oro   | Individual       |
| 1963               | Seefeld (Austria)       | Medalla de oro   | Relevo           |
| 1965               | Elverum (Noruega)       | Medalla de plata | Equipo           |